# Конюшкі (Підляське воєводство)
Конюшкі (пол. Koniuszki) — село в Польщі, у гміні Новий Двур Сокульського повіту Підляського воєводства.
Населення — 202 особи (2011).
У 1975-1998 роках село належало до Білостоцького воєводства.

## Демографія
Демографічна структура станом на 31 березня 2011 року:
|          | Загалом | Допрацездатний вік | Працездатний вік | Постпрацездатний вік |
| -------- | ------- | ------------------ | ---------------- | -------------------- |
| Чоловіки | 97      | 18                 | 66               | 13                   |
| Жінки    | 105     | 27                 | 56               | 22                   |
| Разом    | 202     | 45                 | 122              | 35                   |